# Silvosistemica
La silvosistemica o selvicoltura sistemica è la scienza sperimentale che ha per oggetto lo studio, la coltivazione e l'uso del bosco, un sistema biologico autopoietico, estremamente complesso, in grado di perpetuarsi autonomamente e capace di assolvere molteplici funzioni.

## Storia
A partire dagli ultimi anni del secolo scorso lo sviluppo del pensiero ecologico ha dato luogo a un importante dibattito sui temi ambientali e ha generato una serie di movimenti culturali che, tra l'altro, hanno promosso la rivisitazione critica della «questione forestale». Il modo di guardare al bosco è cambiato: con il riconoscimento dei principi di sostenibilità, si è compreso che esso svolge un ruolo importante per rendere vivibile il presente e possibile il futuro.
In questo quadro, la selvicoltura nel tempo ha spostato sempre più avanti i suoi confini. Dalla selvicoltura finanziaria, si è passati a quella fitogeografica su basi ecologiche, poi a quella naturalistica, quindi a quella su basi naturali, fino ad arrivare alla più moderna e attuale forma di selvicoltura, la selvicoltura sistemica o silvosistemica. 
La selvicoltura sistemica nasce in Italia all'inizio degli anni '90 a opera del professor Orazio Ciancio, attuale Presidente dell'Accademia Italiana di Scienze Forestali, e della sua Scuola. In circa un ventennio questa teoria si caratterizza come una vera e propria rivoluzione scientifica per gli assiomi, i principi e le modalità operative che la differenziano in maniera sostanziale e definitiva dalle altre forme di selvicoltura.
Nel 2008, con la Mozione Finale del III Congresso Nazionale di Selvicoltura, la selvicoltura sistemica viene ufficialmente riconosciuta come lo strumento per perseguire la gestione forestale sostenibile e la conservazione della biodiversità.

## Teorie e principi
La selvicoltura ad litteram significa coltivazione del bosco. Nella selvicoltura sistemica, la concezione guida è la consapevolezza che il bosco non è un insieme di alberi; è ben di più: è un sistema biologico autopoietico, estremamente complesso, che ha valore intrinseco e al quale sono attribuibili dei diritti, i diritti del bosco. Sul piano epistemologico questa constatazione comporta il superamento del paradigma riduzionistico, meccanicistico e deterministico che ha caratterizzato le Scienze forestali fino al secolo scorso.
Il sistema di gestione basato sulla selvicoltura sistemica segue un approccio non lineare, in grado di fornire alternative poiché, non seguendo standard di riferimento, varia nel tempo e nello spazio, adattandosi alle diverse realtà. Un sistema di questo tipo comporta un orientamento colturale che tende alla conservazione o all'aumento della biodiversità e, quindi, alla disformità e alla disomogeneità; in altri termini, alla complessità strutturale del bosco. 
La biodiversità ha valore culturale e valore di uso poiché consente sia di valorizzare i «saperi locali», dei quali sono custodi le comunità che convivono con il bosco, sia di ricavare prodotti diversificati da vallata a vallata. Il legno è un prodotto importante e significativo, ma non rappresenta l'unico fine della gestione.
La pianificazione forestale è ancorata alla gestione sistemica. L'unità colturale è a livello di popolamento. Gli interventi sono mirati e discreti, in relazione alle necessità del popolamento e hanno l'obiettivo di partecipare attivamente ai processi evolutivi dell'ecosistema. La verifica degli effetti di «feedback», di «retroazione», agli interventi è un requisito essenziale della gestione. In fase di sintesi, le coordinate per le scelte operative non tengono in considerazione i comuni parametri come il turno o le classi di diametro. La gestione sistemica comporta il decentramento del controllo e la diversificazione colturale.
La diversificazione colturale rende più complicato il controllo che, appunto per questo, è molto decentrato. I gestori, però, hanno il vantaggio, non trascurabile, di non doversi attenere a standard di riferimento. I piani di assestamento seguono criteri di elevata flessibilità. Lo studio del bosco diviene un prerequisito essenziale per la scelta e la prescrizione, caso per caso, degli interventi colturali. Di conseguenza, alla diversificazione colturale corrisponde anche la diversificazione dei prodotti.
Il sistema forestale autopoietico è un sistema in grado di soddisfare le esigenze della società e di valorizzare la ricchezza di esperienze delle comunità locali. La gestione tende a conseguire l'efficienza funzionale dell'ecosistema e a orientare i silvosistemi verso l'equilibrio ambientale. La gestione sistemica è altamente sostenibile poiché esalta le potenzialità di erogazione dei molteplici servigi e prodotti del bosco. La produttività, la resa e il valore economico sono dipendenti dall'ecosistema. La sostenibilità è indipendente dall'immissione di energia, lavoro e capitali. Ciò vuol dire che la produzione è legata a un basso livello di input esterni. E questo, poiché non incide in modo significativo sull'equilibrio dell'ecosistema, determina un'elevata stabilità ecologica, la capacità di conservare o aumentare la biodiversità, la ricchezza di alternative e un alto valore d'opzione.

### Finalità della silvosistemica
1. il mantenimento del sistema bosco in equilibrio con l'ambiente;
2. la conservazione e l'aumento della biodiversità e, più in generale, della complessità del sistema;
3. la congruenza dell'attività colturale con gli altri sistemi con i quali il bosco interagisce.

### Limiti della silvosistemica
Sono definiti dai criteri guida applicabili all'uso delle risorse rinnovabili. Secondo tali criteri, l'uso e il prelievo di prodotti: 1) non possono superare la velocità con la quale la risorsa bosco si rigenera; 2) non possono intaccare le potenzialità evolutive del sistema; 3) non devono ridurre la biodiversità.

## Modalità operative della silvosistemica

### Unità colturale e trattamento
Nella selvicoltura sistemica l'unità di gestione è a livello di popolamento. La selvicoltura sistemica prevede interventi a basso impatto ambientale, cioè interventi mirati a conservare e ad aumentare la biodiversità del sistema, assecondando la disomogeneità, la diversificazione strutturale e compositiva in modo da accrescere la capacità di autorganizzazione e di integrazione di tutti i suoi componenti, biotici e abiotici. Con la selvicoltura sistemica gli interventi colturali e di utilizzazione sono cauti, continui e capillari in funzione delle necessità dei vari popolamenti. I tagli di utilizzazione hanno il significato di vere e proprie cure colturali e caratterizzano l'attività dell'uomo che è uno tra i tanti componenti dell'ecosistema. Le operazioni colturali non seguono specifici schemi, ma si effettuano in relazione alle necessità del popolamento. La rinnovazione è naturale, continua e diffusa. Il bosco è disomogeneo e astrutturato. La mescolanza è spontanea.

### Ciclo colturale
La selvicoltura sistemica prefigura boschi misti che non presentano una struttura definita nello spazio e nel tempo. Vale a dire, che non si caratterizzano né per la struttura coetanea né per quella disetanea né, tantomeno, per quella che comunemente è definita irregolare. Il motivo è evidente: l'irregolarità è alternativa alla regolarità. La selvicoltura sistemica non tende verso forme strutturali regolari e, di conseguenza, neppure verso quelle irregolari. 
Nella selvicoltura sistemica il ciclo di coltivazione è indefinito, basato su valutazioni di ordine biologico ed ecologico, quali la longevità della specie e le tendenze evolutive del sistema. Con la selvicoltura sistemica si tende ad assecondare l'autorganizzazione del bosco, senza dirigerlo verso una struttura prefissata. Il monitoraggio e il controllo costituiscono gli elementi essenziali per la verifica dei processi evolutivi.

### Ripresa e provvigione
Con la silvosistemica la ripresa è esclusivamente basata su criteri colturali. La gestione tende alla conservazione e all'aumento della complessità. 
Con la silvosistemica la provvigione non deve mai scendere al di sotto di un livello minimo a garanzia del funzionamento del sistema. Per popolamenti a prevalenza di specie a temperamento eliofilo la “provvigione minimale” è pari a 100–150 m³ per ettaro; per popolamento costituiti prevalentemente da specie a temperamento intermedio è di 200–250 m³ per ettaro; per popolamenti a prevalenza di specie che sopportano l'aduggiamento, comunemente definite sciafile, è di 300–350 m³ per ettaro. I valori prospettati sono indicativi e, comunque, di larga massima. Nell'unità colturale variano in funzione delle condizioni stazionali, compositive e strutturali e delle reali necessità dei singoli popolamenti per conservare e aumentare la biodiversità e la complessità.